# Thelypteris tristis
Thelypteris tristis là một loài thực vật có mạch trong họ Thelypteridaceae. Loài này được (Kunze) R.M. Tryon miêu tả khoa học đầu tiên năm 1967.